# Ça se traverse et c'est beau
Albums de Juliette Gréco
Je me souviens de tout
(2009) Gréco chante Brel
(2013)
Ça se traverse et c'est beau est un album studio de Juliette Gréco paru en janvier 2012 sous le label Deutsche Grammophon.

## Liste des titres de l'album
| 1.    | C'est la la la (interprété en duo avec Marc Lavoine)           | Marc Lavoine                  | Christophe Casanave | 3:16 |
| 2.    | L'Homme du pont                                                | Marie Nimier                  | Gérard Jouannest    | 4:47 |
| 3.    | Sous les ponts de Paris (interprété en duo avec Melody Gardot) | Jean Rodor                    | Vincent Scotto      | 4:17 |
| 4.    | Le Pont Marie                                                  | Marie Nimier                  | Gérard Jouannest    | 6:16 |
| 5.    | Le Petit Pont                                                  | François Morel                | Antoine Sahler      | 4:33 |
| 6.    | Paris se rêve                                                  | Féfé                          | Féfé                | 3:04 |
| 7.    | Le Pont Juliette (interprété par Guillaume Gallienne)          | Amélie Nothomb                | Gérard Jouannest    | 2:23 |
| 8.    | Seule avec toi (interprété en duo avec Marc Lavoine)           | Marc Lavoine                  | Christophe Casanave | 3:39 |
| 9.    | Pont Royal                                                     | Philippe Sollers              | Gérard Jouannest    | 4:29 |
| 10.   | La Passerelle                                                  | Marie Nimier - Thierry Illouz | Gérard Jouannest    | 3:43 |
| 11.   | La Petite Auto (avec G. Duguet-Grasser & Alexandra Roos)       | Gérard Duguet-Grasser         | Naiché Caudron      | 4:02 |
| 12.   | Mirabeau sous le pont                                          | Jean-Claude Carrière          | Gérard Jouannest    | 3:23 |
| 13.   | Le Miroir noir                                                 | Juliette Gréco                | Gérard Jouannest    | 2:15 |
| 50:00 |                                                                |                               |                     |      |

## Crédits
La Petite Auto, paroles de Gérard Duguet-Grasser et musique de Naiché Caudron (ou Nash Caudron), selon le site du compositeur, est une reprise de la chanson déjà interprétée par Alexandra Roos et Gérard Duguet-Grasser.

## Thèmes et contexte
Album dont le thème est : les ponts de Paris.